# Libretto di navigazione
Il libretto di navigazione è un documento contenente informazioni sul personale marittimo impiegato nella marina mercantile.
La denominazione e la disciplina varia nei diversi Stati del mondo a livello internazionale ci possono essere accordi e trattati che disciplinano alcuni aspetti, come la Convenzione sui documenti d'identità dei marittimi del 1958, adottata dalla Conferenza generale dell'Organizzazione internazionale del lavoro il 13 maggio 1958.

## Nel mondo

### Italia

Bandiera della Marina mercantile italiana.

Nella marina mercantile italiana, è rilasciato al personale marittimo iscritto nei ruoli della gente di mare, ed è abilitante alla navigazione marittima. Deve essere conforme al modello approvato dal Ministero delle Infrastrutture e dei Trasporti ed è l'unico documento che abilita alla professione marittima. Per la gente di mare di terza categoria tale abilitazione è limitata esclusivamente all'esercizio del traffico locale e della pesca costiera. Vale anche, a tutti gli effetti di legge, come libretto di lavoro per il servizio prestato dagli iscritti nelle matricole della gente di mare a bordo delle navi e dei galleggianti ed è considerato documento di identità personale per le esigenze connesse con l'esercizio della professione marittima; ha anche lo stesso valore nei casi stabiliti da leggi e regolamenti speciali. Non è possibile l'utilizzo del libretto di navigazione come equivalente del passaporto in quanto non viene riconosciuto come tale da diversi Stati. Per ovviare a questo, le Compagnie di navigazione richiedono che il personale marittimo sia dotato di passaporto.
Viene rilasciato dal capo dell'ufficio della Capitaneria di porto è da questi consegnato, all'atto del primo imbarco dell'iscritto, al Comandante dell'unità ove il marittimo prenderà imbarco per la successiva consegna all'interessato. Contiene, oltre ai dati anagrafici ed alla foto dell'intestatario, eventuali titoli di studio, onorificenze, gruppo sanguigno, corsi propedeutici effettuati, navigazione svolta su unità mercantili di ogni tipo battenti bandiera nazionale del marittimo o di un altro Stato, la navigazione di volta in volta effettuata con le date e le località di imbarco e sbarco. Su di esso sono riprodotte le annotazioni della matricola,  i provvedimenti di interdizione o di sospensione dai titoli o dalla professione marittima e quelli di inibizione dell'esercizio della professione stessa. Non sono annotate le condanne per reati penali o previsti dal codice della navigazione italiano, eccettuate le condanne per diserzione. Trascorsi cinque anni senza che il marittimo abbia subito altri provvedimenti della natura di quelli indicati nel paragrafo precedente, si procede alla cancellazione delle annotazioni sul libretto di navigazione, che verrà sostituito. Altre annotazioni che devono essere effettuate sono quelle relativi ai movimenti di imbarco e sbarco devono che devono indicare il luogo e la data dell'imbarco; la qualifica con la quale il marittimo è arruolato; il tipo, il nome, il tonnellaggio, l'ufficio e il numero di iscrizione della nave; il numero e la serie del ruolo di equipaggio; il luogo e la data di sbarco con l'indicazione del motivo dello sbarco stesso, nonché della specie della navigazione marittima compiuta.
Il personale iscritto alla gente di mare di 1ª e 2ª categoria ne è munito, mentre quello di 3ª categoria di foglio di ricognizione. Il personale addetto ai servizi portuali e il personale tecnico delle costruzioni navali sono invece muniti rispettivamente di un libretto di ricognizione e di un certificato d'iscrizione.
Il libretto è riconosciuto come documento valido per l'ingresso nello spazio Schengen solo in relazione alle esigenze professionali del marittimo. L'Italia riconosce i libretti di navigazione emessi dai Paesi UE, dai Paesi SEE, dagli Stati che aderiscono alla Convenzione sui documenti d'identità dei marittimi del 1958 (C-108) dell'Organizzazione internazionale del lavoro firmata a Ginevra il 13 maggio 1958 e da quelli con i quali abbia stipulato specifici accordi bilaterali.

### Regno Unito
Nel Regno Unito invece esistono tipologie di tale documento: 
1. il «certificate of competency» "certificato di competenza" rilasciato conformemente alle disposizioni della Convenzione internazionale sulle norme relative alla formazione della gente di mare, al rilascio dei brevetti e alla guardia;
2. la «British seaman's card» che consta di due sole pagine;
3. il «seaman's discharge book» che contiene tutti i movimenti del marittimo ]

### Svizzera

Bandiera marittima svizzera.

L'ufficio svizzero della navigazione marittima rilascia a ogni componente svizzero dell'equipaggio di una nave svizzera un libretto di navigazione intestato a suo nome. Il libretto di navigazione può essere rilasciato anche a un componente svizzero dell'equipaggio di una nave straniera. Un libretto di navigazione o un documento analogo può essere pure rilasciato a cittadini svizzeri che dimostrino d'averne bisogno per poter esercitare altre attività sul mare.
Al momento del congedamento, il capitano iscrive nel libretto di navigazione la natura e la durata del lavoro svolto a bordo della sua nave.
Ogni componente dell'equipaggio può pretendere che il capitano gli rilasci un attestato, che indichi esclusivamente la natura e la durata del suo servizio a bordo.
Per il cittadino svizzero che lascia il servizio della nave, l'attestato è iscritto nel libretto di navigazione.
L'arruolato ha inoltre diritto di farsi rilasciare un attestato che si esprima anche sul modo delle prestazioni e sulla condotta.

### Stati Uniti d'America
Negli Stati Uniti d'America ci sono due documenti:
1. il merchant mariner credential (MMC)[9]
2. la «transportation worker identification credential» (TWIC) rilasciato dalla "Transportation Security Administration" in collaborazione con la "United States Coast Guard" (USCG) contenente i dati biografici, identificativi e biometrici del lavoratore.[10]

Per verificare i movimenti del marittimo sono necessari la «General Sea Service Letter»  rilasciato dalla compagnia di navigazione, e il «certificate of discharge» e per chi lo possegga - il «continuous discharge book».

### Riferimenti normativi italiani
- R.d. del 30 marzo 1942 n. 69, Codice della navigazione, all'art. 122.
- D.P.R. del 15 febbraio 1952 n. 328, Regolamento per l'esecuzione del Codice della Navigazione (navigazione marittima), dagli artt. 220 e segg. e art. 430.
- D.P.R. del 28 giugno 1949 n. 631, Regolamento per la navigazione interna, agli artt. 42 e 149.
- Convenzione sui documenti d'identità dei marittimi del 1958, adottata dalla Conferenza generale dell'Organizzazione internazionale del lavoro il 13 maggio 1958.

### Riferimenti normativi svizzeri
- Legge federale sulla navigazione marittima sotto bandiera svizzera all'art. 66 e all'art. 80.

### Riferimenti normativi internazionali
- Convenzione sui documenti d'identità dei marittimi n. 108 (C-108) dell'Organizzazione Internazionale del Lavoro (PDF), su ilo.org.

Ratificata dall'Italia con: D.P.R. 23 ottobre 1961, n. 1660.
- Convenzione sui documenti d'identità dei marittimi (modificata) n. 185 (C-185) dell'Organizzazione internazionale del lavoro

Non ancora ratificata dall'Italia, la Svizzera non la ratificherà.